# ADS 16402
ADS 16402 (BD+37 4734 / SAO 72884) es una estrella binaria situada a unos 450 años luz del sistema solar en dirección a la constelación de Lacerta. En 2006 se descubrió un planeta extrasolar orbitando alrededor de una de las componentes, al observarse su tránsito astronómico. Se detectó por primera vez por un descenso del 0,6 % en el brillo de la misma.
Las dos componentes del sistema, ADS 16402 A y ADS 16402 B, son enanas amarillas de tipo espectral G0V similares al Sol. El brillo de ambas es parecido, siendo sus magnitudes aparentes +10,4 y +10,8.
Separadas visualmente 11 segundos de arco, la separación real entre ambas es de unas 1500 UA.
Su contenido metálico parece ser superior al solar en un 35 %, con un índice de metalicidad [Fe/H] = +0,13.
La edad estimada del sistema es de 2700 ± 2500 millones de años.

## Sistema planetario
Alrededor de la estrella secundaria —ADS 16402 B, también llamada HAT-P-1— se ha descubierto un planeta, al que se ha llamado HAT-P-1b. Orbita a sólo 0,05 UA de la estrella y es un gigante gaseoso con un radio 1,36 veces más grande que el radio de Júpiter y una masa equivalente al 52 % de la de Júpiter. Con una densidad de 290 ± 30 kg/m³ es uno de los planetas conocidos con menor densidad.
| Acompañante (En orden desde la estrella) | Masa (MJ)     | Período orbital (días) | Semieje mayor (UA) | Excentricidad |
| ---------------------------------------- | ------------- | ---------------------- | ------------------ | ------------- |
| HAT-P-1b                                 | 0,524 ± 0,031 | 4,46529 ± 0,00009      | 0,0553 ± 0,0014    | < 0,067       |